# Smyra aexonia
Smyra aexonia är en fjärilsart som beskrevs av Druce 1890. Smyra aexonia ingår i släktet Smyra och familjen nattflyn. Inga underarter finns listade i Catalogue of Life.